# Mialat
Mialat, jedna od lokalnih skupina ili klanova Tupi-Kawahiba iz brazilske države Rondônia. Posjetio ih je 1930.-tih godina francuski antropolog Claude Lévi-Strauss, koji kaže za njih da su se ženili s pripadnicima drugih skupina, Takwatípima i Paranawatima. Ime im označava   'one od vepra' . Govorili su posebnim dijalektom (mialat).